# Gomphia mildbraedii
Gomphia mildbraedii là một loài thực vật có hoa trong họ Ochnaceae. Loài này được (Gilg) Verdc. mô tả khoa học đầu tiên năm 2005.